# Селе (Словењ Градец)
Селе (словен. Sele) је насељено место у општини Словењ Градец, Корушка регија, Словенија. Насеље је административним границама подељено на два дела: Селе (Словењ Градец) и Селе (Равне на Корошкем).

## Историја
До територијалне реорганизације у Словенији било је у саставу старе општине Словењ Градец.

## Становништво
У попису становништва из 2011. године, Селе је имало 257 становника.
| Број становника према пописима | Број становника према пописима | Број становника према пописима |
| ------------------------------ | ------------------------------ | ------------------------------ |
| 1991                           | 2002                           | 2011                           |
| 268                            | 262                            | 257                            |